# Кольцов, Пётр Фёдорович
Пётр Фёдорович Кольцов (26 января 1904, Баку — 16 декабря 1981) — советский композитор и дирижёр, художественный руководитель Архангельской филармонии. Член Союза композиторов (1942).
Выдающийся деятель культуры города Архангельска, выступил как композитор, исполнитель-пианист, солист и ансамблист, дирижер, инструментовщик, лектор, художественный руководитель филармонии, постоянный председатель смотров художественной самодеятельности, автор большого числа рецензий, газетных статей и т. д.

## Биография
Родился в семье регента. Имел младшего брата Николая (1907—1939).
Музыкальные способности проявил в детские годы — увлекался музицированием, в 6 лет по слуху подбирал мелодии и импровизировал, в 14 дет играл на танцах, а также работал пианистом в кинотеатре создавая музыкальное сопровождение для немого кино, чем ещё и материально помогая семье.
Окончил реальное училище (1920), затем, отслужив в рядах Красной Армии, окончил Бакинское музыкальное училище (техникум) по классу фортепиано Е. А. Доброхотовой (1922). Завершил высшее музыкальное образование в 1928 году в Московской консерватории, ученик известного пианиста, профессора, народного артиста СССР К. Н. Игумнова, затем занимался композицией у профессора Б. Л. Яворского.
После окончания Московской консерватории работал в Московской оперной студии имени Ф. Шаляпина и в агиттеатре «Синяя блуза».
С 1931 года жил и работал в Архангельске, в д. 100 на Новгородском проспекте, с 1961 года — на улице Петра Норицына, (набережная Северной Двины, д. 95 корп. 2). 
До 1943 года заведовал музыкальной частью, был дирижером в Архангельском областном драматическом театре, создавал музыкальное сопровождение спектаклей. Преподавал в Архангельском музыкальном училище. С 1935 года сотрудничал с Северным хором, фольклорист.
Член Союза композиторов СССР с 1942 года, с 1943 года сотрудничал с Архангельской областной филармонией, художественный руководитель филармонии (1945—1968).
В годы Великой Отечественной войны с концертными бригадами выезжал в войска в прифронтовую полосу Карельского, Ленинградского, Юго-Западного, Калининского фронтов, на корабли Северного флота, лейтенант административной службы, награждён медалями.
Участник фольклорных экспедиций, в которых собрал материал для фольклорных сборников «Песни Лешуконья» (М. 1940), «Песни Севера» (М., 1947). Публиковал статьи о фольклоре и развитии музыкальной культуры Севера: «Песня на Севере» (журн. «Север», 1949), «Особенности фольклора Архангельской области и его связь с хоровым пением» (в сб.: Материалы первой архангельской научно-практической фольклорной конференции).
Похоронен на Соломбальском кладбище Архангельска.
В 1981 году архив музыканта — около 2000 единиц хранения нотных изданий с конца XIX в. по 1979 год, сборники вокальных произведений, арий из отечественных и зарубежных опер и оперетт, издания российских нотных издательств конца XIX — начала XX в. (П. Юргенсона, В. Бесселя, М. Беляева, А. Гутхейля, Л. Идзиковского, А. Иогансена и Ю. Циммермана), «История русской музыки в нотных образцах» в 3 томах; отдельные тома полного собрания сочинений П. И. Чайковского, М. Мусоргского, Н. Римского-Корсакова, С. Рахманинова; «Антология советской песни» в 5 томах; «Антология советской детской песни» в 5 томах; тематические и авторские сборники советских песен, в том числе: сборник «Оборонные песни» (1941), были переданы вдовой музыканта в Архангельскую областную научную библиотеку.

## Сочинения
- балет «Встреча» (либр. собств. и З. Вульфсона, Архангельск, 1940);
- музыкальные комедии — Взаимная любовь (Архангельск, 1940), Раскинулось море широко (Архангельск, 1941);
- для солистов, хора и симф. орк. — сюита Наш Север (сл. сов. поэтов, 1961), Кантата о Ломоносове (сл. М. Скороходова, 1968);
- для хора и симф. орк. — Марш коммунистов (сл. О. Думанского, 1962), Мы помним (сл. Н. Журавлева, 1968);
- для кам. орк. — пьесы;
- для дух. орк. — сюита Северные напевы (1972), марши;
- для орк. нар. инстр. — пьесы;
- для ансамбля скрипачей — пьесы; для кларнета, фагота и ф-п. — Сюита (1976); для скр. и ф-п. — пьесы; для влч. и ф-п. — пьесы; для ф-п. — пьесы; для баяна — пьесы; для домры — пьесы; для гуслей — пьесы;
- вокально-хореографич. композиции, в том числе «Ненцы в гостях у поморов» (1953), Поморские хороводы (1972), Сюита к 30-летию Победы (1975), Мы строим БАМ (1976);
- для хора — Сын помора (сл. В. Лушникова, 1968)

### Театр
Музыкальное сопровождение к 80 спектаклям, в том числе: «Маскарад» М. Лермонтова, «Аристократы» Н. Погодина, «Ромео и Джульетта» В. Шекспира, «Анна Каренина» Л. Н. Толстого, «Рюи Блаз» В. Гюго, «Раскинулось море широко» Вс. Вишневского и А. Азарова, «Белое море» Ю. Германа, «Собака на сене» Лопе де Вега, «Дворянское гнездо» И. С. Тургенева, «Пелагея и Алька» Ф. Абрамова.

### Песни
Более 200 песен, среди них:
- Хороша ты, планета Земля (сл. В. Белого, 1961)
- Мы всюду, партия, с тобой (сл. А. Прокофьева, 1963),
- Дорога зовет молодых (сл. Н. Журавлева, 1963),
- Баллада о Куницыне (сл. В. Фролова, 1963),
- Поморская песня о Ленине (сл. В. Ширшова, 1965),
- Песня об Архангельске (сл. В. Фролова, 1965),
- Пежемская (сл. В. Суховского, 1970),
- Письмо на Диксон (сл. Л. Ушакова 1972),
- Комсомольские взносы (сл. Н. Журавлева, 1972),
- Ходит песня (сл. И. Леонидова, 1974)
- Атака! (сл. И. Леонидова, 1974),
- Большом хоккей (сл. Д. Ушакова 1974).
- Как у кошки в горенке (сл. А. Овсянниковой, 1975)
- Песня о коренном северодвинце (сл. M. Горелик, 1975),
- Песня о лесе (сл. А. Александрова, 1977),
- Юность наших отцов (сл. В. Аушева, 1977)

## Память

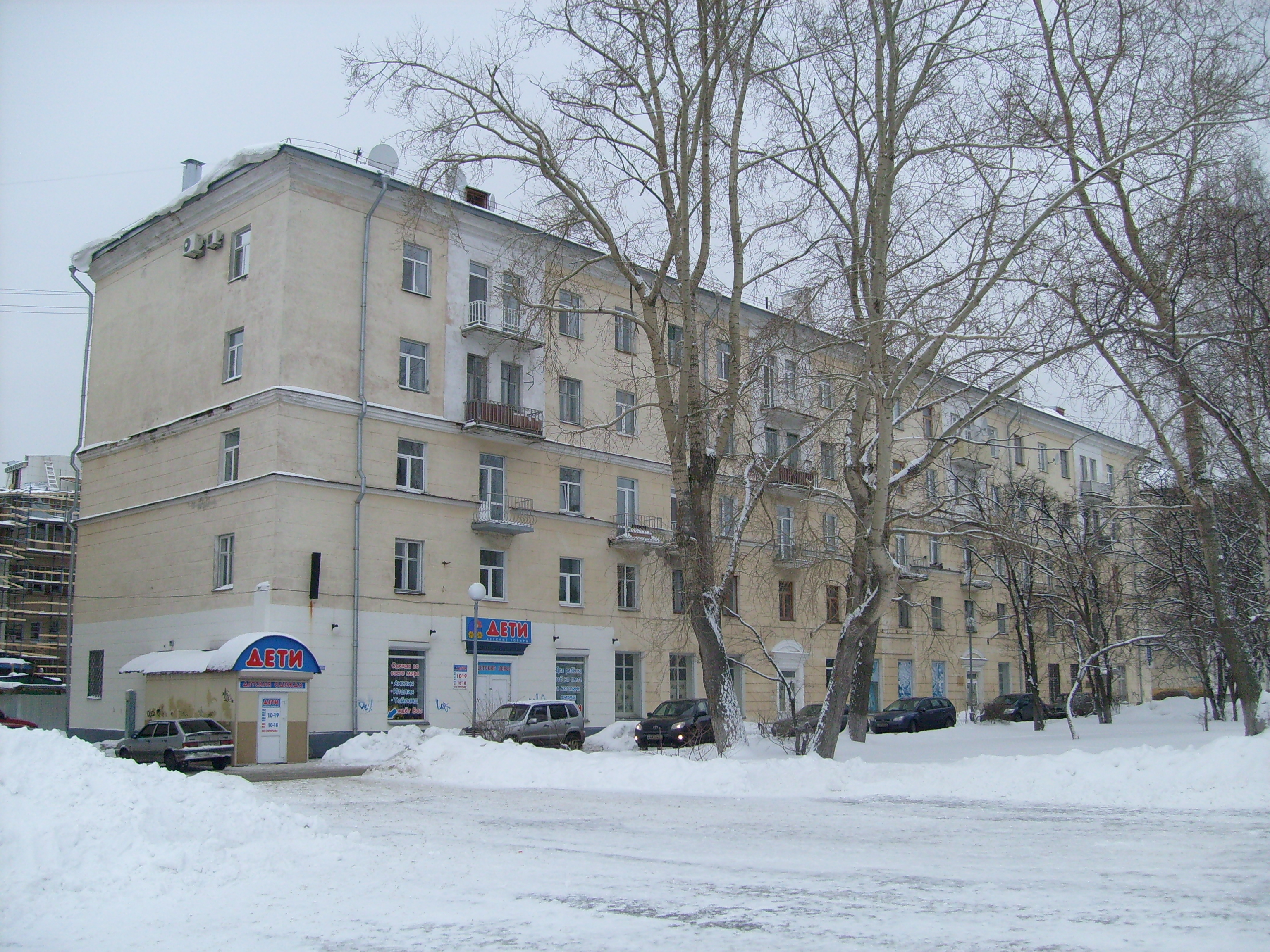
Дом, в котором жил П. Ф. Кольцов с 1961 по 1981 год

Дом, в котором жил П. Ф. Кольцов с 1961 по 1981 год (Набережная Северной Двины, 95/2) объявлен памятником культуры